# Norman Blake
Pour les articles homonymes, voir Blake.
Norman Blake, né le 10 mars 1938 à Chattanooga, est un guitariste et auteur-compositeur-interprète américain. 

## Biographie
Né à Chattanooga dans le Tennessee, il grandit à Sulphur Springs en Alabama. Il commence à apprendre la guitare vers 11-12 ans, puis la mandoline, le dobro et le violon et devient musicien professionnel à 16 ans.
Dans les années 1950, il rejoint les Dixieland Drifters, puis les Lonesome Travellers. En 1961, il devient opérateur radio de l'armée dans la zone du canal de Panama et fonde le groupe Kobbe Mountaineers. Il enregistre un an plus tard l'album Twelve Shades of Bluegrass avec les Lonesome Traveller. 
Après avoir quitté l'armée, il s'installe à Nashville et tourne en enregistre pendant dix ans avec Johnny Cash. Il rencontre aussi Nancy Short, une violoncelliste avec une formation de musique classique qui joue dans un groupe folklorique. Bob Dylan l'invite alors à jouer sur l’album country-folk Nashville Skyline et travaille toujours avec Johnny Cash pour des émissions de télévision. Blake tourne aussi avec Kris Kristofferson et enregistre avec Joan Baez divers titres dont The Night They Drove Old Dixie Down. En 1971, il devient membre du groupe Aero-plain, dirigé par le multi-instrumentiste John Hartford avec le violoniste Vassar Clements, mais le groupe ne dure pas longtemps.
Blake travaille sur l'album Will the Circle Be Unbroken, en 1972, du groupe Nitty Gritty Dirt où il joue du dobro puis la même année enregistre son premier album solo, Back Home in Sulphur Springs. En 1974, il enregistre avec Nancy Short leur premier album The Fields of November. Ils se marient en 1975 et joue depuis ensemble.

## Récompenses et distinctions
Blake a joué sur l'album Raising Sand de Robert Plant et Alison Krauss, lauréat de cinq Grammy Awards ainsi que sur la bande originale du film O Brother, Where Art Thou?, qui a remporté le Grammy Award de l'album de l'année.
Norman et Nancy Blake ont été nommés aux Grammy Awards dans la catégorie Meilleur enregistrement folklorique pour Blind Dog, Just Gimme Somethin' I'm Used To, While Passing Along This Way et The Hobo's Last Ride. En 1986, Norman Blake est élu meilleur multi-instrumentiste par les lecteurs du magazine Frets.

## Discographie
- Back Home in Sulphur Springs (Rounder, 1972)
- The Fields of November (Flying Fish, 1974)
- Old and New (Flying Fish, 1975)
- Norman Blake and Red Rector (Country, 1976)
- Whiskey Before Breakfast (Rounder, 1976)
- Live at McCabe's (Takoma, 1976)
- Norman Blake/Tut Taylor/Sam Bush/Butch Robins/Vassar Clements/David Holland/Jethro Burns (Flying Fish, 1976)
- Blackberry Blossom (Flying Fish, 1977)
- Directions (Takoma, 1978)
- Rising Fawn String Ensemble (Rounder, 1979)
- Full Moon on the Farm (Rounder, 1981)
- Original Underground Music from the Mysterious South (Rounder, 1983)
- Nashville Blues (Rounder, 1984)
- Lighthouse on the Shore (Rounder, 1985)
- Natasha's Waltz (Rounder, 1987)
- Slow Train Through Georgia (Rounder, 1987)
- Blake & Rice (Rounder, 1987)
- Blind Dog (Rounder, 1988)
- Norman Blake and Tony Rice 2 (Rounder, 1990)
- Just Gimme Somethin' I'm Used To (Shanachie, 1992)
- While Passing Along This Way (Shanachie, 1994)
- The Hobo's Last Ride (Shanachie, 1996)
- Chattanooga Sugar Babe (Shanachie, 1998)
- Be Ready Boys: Appalachia to Abilene (Plectrafone/Western Jubilee, 1999)
- Far Away, Down on a Georgia Farm (Shanachie, 1999)
- Flower from the Fields of Alabama (Shanachie, 2001)
- Meeting on Southern Soil (Red House, 2002)
- Old Ties (Rounder, 2002)
- The Morning Glory Ramblers (Plectrafone/Western Jubilee, 2004)
- Back Home in Sulphur Springs (Plectrafone Records, 2006)
- Shacktown Road (Plectrafone/Western Jubilee, 2007)
- Look A-Yonder Comin' (State Archives of Florida, 2008)
- Rising Fawn Gathering (Plectrafone/Western Jubilee, 2009)
- Sleepy Eyed Joe (Rounder, 2009)
- Green Light on the Southern (Plectrafone/Western Jubilee, 2010)
- Wood, Wire & Words (Plectrafone/Western Jubilee, 2015)
- Brushwood Songs & Stories (Plectrafone/Western Jubilee, 2017)

### Bande-sons
- O Brother, Where Art Thou? (Mercury, 2000)
- Cold Mountain (DMZ/Columbia, 2003)
- Walk the Line (Wind-up, 2005)
- Inside Llewyn Davis (Nonesuch, 2013)

### Vidéos
- Norman Blake's Guitar Techniques No. 1 (Homespun, 1990 VHS, 2003 DVD)
- Mandolin of Norman Blake (Homespun, 1992 VHS, 2005 DVD)
- My Dear Old Southern Home (Shanachie, 1994 VHS, 2003 DVD)
- Legends of Flatpicking Guitar (Vestapol, 1995 VHS, 2001 DVD)
- The Video Collection 1980–1995 (Vestapol, 1996 VHS, 2004 DVD)
- Great Guitar Lessons – Bluegrass Flatpicking (Homespun, 2000 VHS, 2006 DVD)
- Norman Blake's Guitar Techniques No. 2 (Homespun, 2001, 2003 DVD)